# Máquina hidráulica

Vista detallada de una bomba hidráulica.

Una máquina hidráulica es una variedad de máquina de fluidos que para su funcionamiento se vale de las propiedades de un fluido incompresible o que se comporta como tal, debido a que su densidad en el interior del sistema no sufre variaciones importantes.
Convencionalmente se especifica para los gases un límite de 100 mbar para el cambio de presión; de modo que si este es inferior, la máquina puede considerarse hidráulica. Dentro de las máquinas hidráulicas el fluido experimenta un proceso adiabático, es decir no existe intercambio de calor con el entorno.

## Tipos

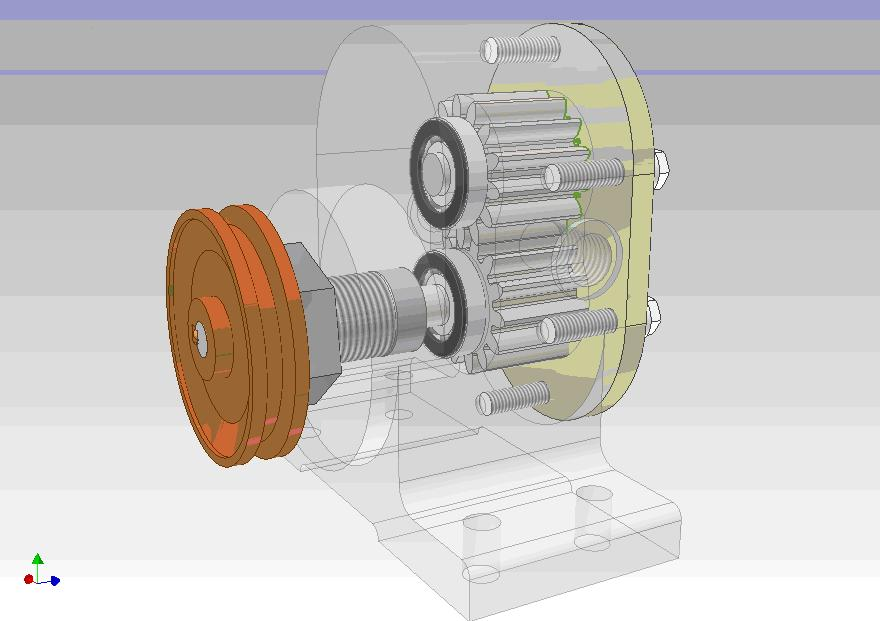
Bomba de engranajes.

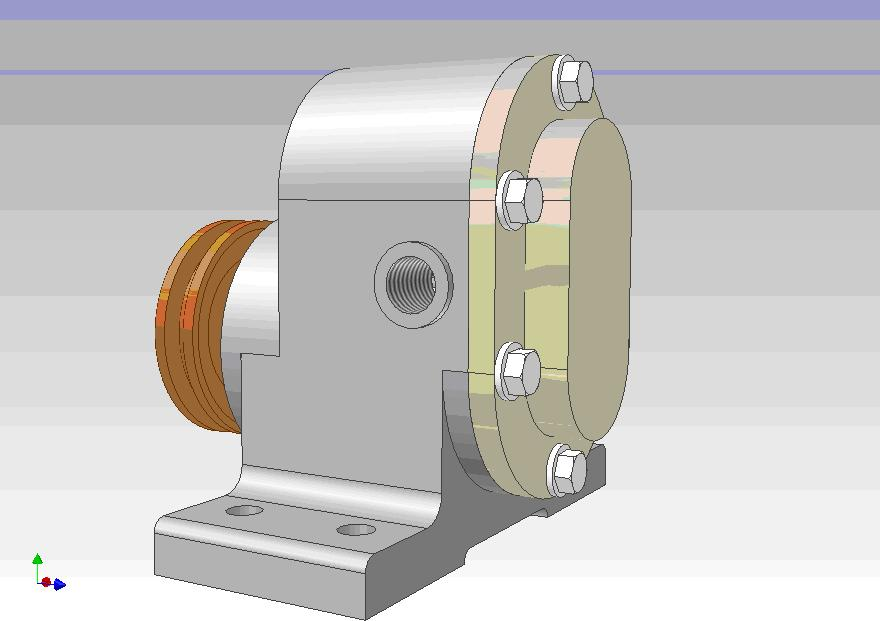
Bomba de engranajes.

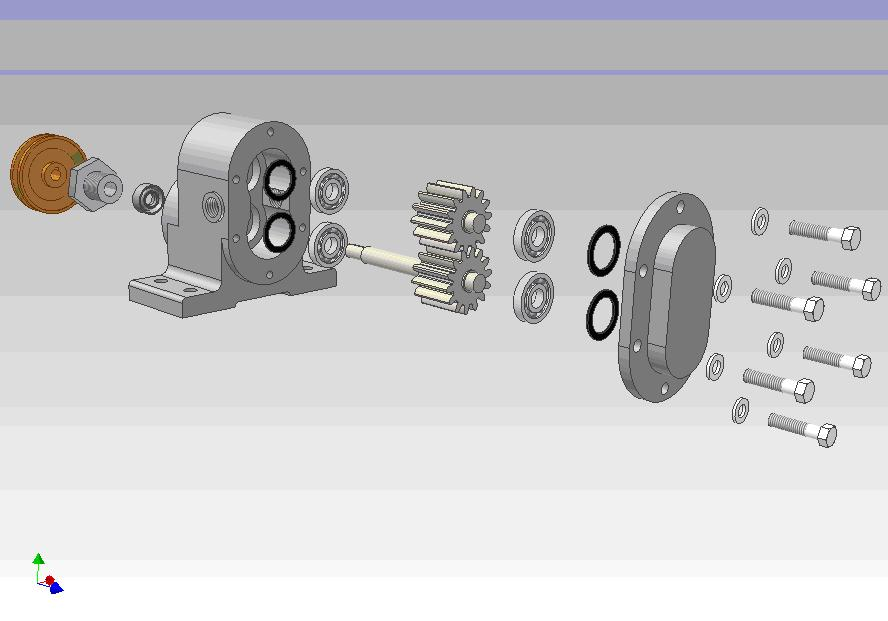
Bomba de engranajes.

Las máquinas hidráulicas pueden clasificarse atendiendo a diferentes criterios.

### Según la variación de energía
En los motores hidráulicos, la energía del fluido que atraviesa la máquina disminuye, obteniéndose energía mecánica, mientras que en el caso de generadores hidráulicos, el proceso es el inverso, de modo que el fluido incrementa su energía al atravesar la máquina.
Atendiendo al tipo de energía fluidodinámica que se intercambia a través de la máquina, se tienen:
- Máquinas en las que se produce una variación de la energía potencial, como por ejemplo el tornillo de Arquímedes.

- Máquinas en las que se produce una variación de la energía cinética, como por ejemplo aerogeneradores, hélices o turbina pelton. Estas se denominan máquinas de acción y no tienen carcasa.

- Máquinas en las que se produce una variación de la entalpía (presión), como por ejemplo las bombas centrífugas. Estas máquinas se denominan máquinas de reacción.

### Según el tipo de intercambio
Teniendo en cuenta el modo en el que se intercambia la energía dentro de la máquina su clasificación puede ser así:
- Máquinas de desplazamiento positivo o volumétricas. Se trata de uno de los tipos más antiguos de máquinas hidráulicas y se basan en el desplazamiento de un volumen de fluido comprimiéndolo. El ejemplo más claro de este tipo de máquinas es la bomba de aire para bicicletas. Suministran un caudal que no es constante, para evitarlo en ocasiones se unen varias para lograr una mayor uniformidad. Estas máquinas son apropiadas para suministros de alta presión y bajos caudales.

### Según el encerramiento
Atendiendo a la presencia o no de carcasa:
- Máquinas no entubadas como pueden ser las todas las que continuación presentan máquinas de acción.

- Máquinas entubadas.

### Según el movimiento
Existen otros criterios, como la división en rotativas y alternativas, dependiendo de si el órgano intercambiador de energía tiene un movimiento rotativo o alternativo, esta clasificación es muy intuitiva pero no atiende al principio básico de funcionamiento de estas máquinas.
En la siguiente tabla se muestra un resumen de la clasificación de las máquinas hidráulicas (l=líquido, g=gas).
| Motoras     | Volumétricas  | Alternativas - Bombas de émbolo                                                          |
| Motoras     | Volumétricas  | Rotativas - Bombas rotoestáticas                                                         |
| Motoras     | Turbomáquinas | Turbinas hidráulicas Aerogeneradores (g) (Máquina axial)                                 |
| Generadoras | Volumétricas  | Alternativas - Bombas de émbolo                                                          |
| Generadoras | Volumétricas  | Rotativas - Bombas rotoestáticas                                                         |
| Generadoras | Turbomáquinas | Bombas rotodinámicas o centrífugas (máquina radial) (l) Ventiladores (g) (Máquina axial) |

## Componentes
- Bombas
- Válvulas de control
- Actuadores
- Depósitos
- Acumuladores
- Tuberías y mangueras
- Juntas y cierres
- Intercambiadores
- Fluido hidráulico
- Sistemas de filtración
- Tornillos